# Carlisle
Pour les articles homonymes, voir Carlisle (homonymie).
Carlisle est une ville britannique située dans le Cumbria (Angleterre), à 15 km au sud de l'Écosse. Sa population est de 75 306 habitants (recensement 2011). Elle a le statut de cité.
Marie Stuart y a été emprisonnée en 1568 au château de Carlisle.

## Histoire
Carlisle s'appelait autrefois Carduel, ville citée dans le Tristan et Yseult de Béroul. Or Froissart la nommait encore ainsi en contant l'histoire de Robert Bruce au XIVe siècle. Il la situait d'ailleurs en Écosse (Galloway).
Dans le centre-ville, la Market Cross s'élève à l'emplacement du forum de la cité romaine de Luguvalium (en). Quatre siècles de présence romaine ont marqué l’histoire de Carlisle : ils sont attestés, entre autres, par la découverte dans cette ville, en juin 2023, de deux imposantes sculptures de visages qui pourraient provenir de statues de près de 5 m de haut ornant sans doute l’édifice thermal antique de Carlisle construit du temps de l’empereur Septime Sévère. Ces quatre siècles furent, pour Carlisle, suivis de cinq siècles de déclin, puis de quatre siècles de différends frontaliers et de guerre entre l'Angleterre et l'Écosse.
Le centre-ville de Carlisle témoigne du passé médiéval de la ville, de même que la cathédrale et le Tullie House Museum. Mais la ville a également une réputation pré-médiévale, car elle ferme le mur d'Hadrien à l'ouest.
La ville serait sous l'influence d'une malédiction, lancée au XVIe siècle par Dunbar, l'archevêque de Glasgow, pour punir les résidents de la campagne aux alentours de Carlisle, connus pour être des brigands et des bandits de grand chemin. La polémique est réapparue lorsque, à l'occasion du passage à l'an 2000, un jeune artiste, descendant d'une des familles visées par la malédiction, fut chargé par le conseil communal de sculpter une pierre et d'y inscrire une partie du texte de cette malédiction. La décision de déplacer en périphérie la pierre initialement prévue pour être au centre-ville, suscita de nombreuses discussions, la malédiction étant toujours tenue pour responsable des fléaux qui ont touché la ville ces dernières années (inondation, vache folle).

## Difficultés économiques
Ville typique du nord anglais post-industriel, Carlisle doit faire face depuis quelques décennies à de nombreuses difficultés liées à une reconversion douloureuse. L'alcoolisme et le hooliganisme sont des symptômes qui frappent les parties pauvres de Carlisle et le nord de la Cumbria. Ces problèmes existent également à l'autre côté de la frontière, à Langholm, Dumfries et Hawick, par exemple.
Le projet Carlisle Renaissance, lancé en août 2005, avait pour but de désenclaver la ville, et faire sortir Carlisle et le nord de la Cumbria de la crise identitaire urbaine post-industrielle dans laquelle elle se trouve.

## Sports
La ville héberge un club de football professionnel, le Carlisle United FC qui joue en EFL League Two (quatrième division anglaise).

## Transports
Carlisle possède un aéroport (code AITA : CAX).

## Personnalités
- Steve Borthwick (1979-), joueur et entraîneur de rugby à XV anglais, y est né ;
- Melvyn Bragg (1939-), personnalité médiatique britannique, membre de la Chambre des lords, y est né ;
- Joseph Dacre Carlyle (1758-1804),  orientaliste anglais, y est né ;
- Margaret Forster (1938-2016),  romancière, biographe, mémorialiste, historienne et critique littéraire, y est née ;
- George MacDonald Fraser (1925-2008),  écrivain britannique, auteur de romans historiques, comme d'œuvres non fictives et comme de nombreux scénarios, y est né ;
- William Gilpin (1724-1804), artiste, clergyman, maître d'école et écrivain, y est né ;
- Harry Graham (1910-1945), agent du service secret britannique du Special Operations Executive, y est né ;
- Andrew Harclay (1270-1323), important chef militaire anglais dans le Nord de l'Angleterre sous le règne d'Édouard II, y est mort ;
- Roger Liddle (1947-), homme politique et consultant britannique, y est né.
- William Pether (1738-1821),  peintre et graveur britannique renommé pour ses gravures à la manière noire, y est né ;
- Denise Riley (1948-), écrivaine, professeur de littérature et de philosophie, linguiste et poète, y est née ;
- Helen Skelton (1983-), animatrice de télévision, y est née.
- Saint Patrick serait né à Bannaven Taberniae (ou Banna Venta Berniae), près de Carlisle, en 385.
- Gordon Adam, homme politique, est né à Carlisle en 1934.
- Paul Murray, footballeur, y est né en 1976.

## Jumelages
La ville de Carlisle est jumelée avec :
- Flensbourg (Allemagne) depuis le 29 juin 1961
- Słupsk (Pologne) depuis le 3 avril 1987